# Albert-Schweitzer-Gymnasium (Erfurt)
Das Albert-Schweitzer-Gymnasium (kurz: ASG) ist ein Gymnasium im Erfurter Stadtteil Rieth, benannt nach Albert Schweitzer, einem deutschen Theologen, Organisten, Philosophen und Arzt. Es beinhaltet neben einem normalen Gymnasium einen Spezialschulteil, der sich mit der besonderen Förderung von Schülern in den Bereichen Mathematik, Naturwissenschaften und Informatik beschäftigt.

## Besonderheiten der Schule
Das ASG nimmt am europäischen Projekt CertiLingua teil, welches eine international anerkannte Ergänzung zum Abiturzeugnis darstellt, welche unter anderem mehrsprachige Kompetenzen nachweist.
Neben der Teilnahme an CertiLingua gibt es am Albert-Schweitzer-Gymnasium den sogenannten Albert-Schweitzer-Schulpreis, der in sechs Fachgebieten (Gesellschaftswissenschaften, Kunst, Musik, Mathematik/Informatik, Naturwissenschaften, Sprachen/Literatur) an Schüler oder Schülergruppen vergeben wird.

## Leitbild und Ausrichtung
Die Schule legt dabei einen sehr großen Wert auf die Förderung der Schüler im Bereich MINT (Mathematik, Informatik, Naturwissenschaften, Technik) und im Bereich der Sprachen, wozu unter anderem bilingualer Unterricht in englischer Arbeitssprache in den Klassenstufen 6 bis 10 dient. Außerdem setzt man viel in die Ausbildung von Sozialkompetenz und Verantwortungsbewusstsein. Diese Ausrichtung wurde am 10. März 2010 im Leitbild der Schule vereinbart.
Für weiterführende Informationen zur Förderung im Bereich der Naturwissenschaften siehe auch Spezialschulteil am Albert-Schweitzer-Gymnasium Erfurt.
Seit 2000 gehört die Schule dem nationalen Exzellenz-Netzwerk MINT-EC an.

## Bekannte Schüler
- Julia Böttcher, Abitur 1998, Mathematikerin
- Yvonne Catterfeld (* 1979), Sängerin und Schauspielerin
- Peter Metz (* 1984), Politiker (SPD)